# Yaku-shima
Yaku-shima (jap. 屋久島) – wyspa należąca do archipelagu Ōsumi-shotō w łańcuchu Riukiu, administracyjnie do prefektury Kagoshima w Japonii (leżąca na południe od wyspy Kiusiu). Oddzielona od wyspy Tane-ga-shima cieśniną Tanegashima-kaikyō.
Wyspa liczy ok. 14 tys. mieszkańców, zajmuje powierzchnię 500 km². Najwyższym wzniesieniem jest Miyanoura-dake (1 936 m). Yakushima administracyjnie w całości stanowi miasto o tej samej nazwie.
W 2012 roku Yaku-shima została wydzielona jako oddzielny park narodowy Yakushima Kokuritsu Kōen o powierzchni 245,66 km². Obszar te należał uprzednio do Parku Narodowego Kirishima-Yaku (Kiririshima-Yaku Kokuritsu Kōen).
W 1993 roku wyspa została wpisana na Listę światowego dziedzictwa UNESCO.

## Przyroda
Wyspa Yaku jest pokryta gęstym lasem, stanowiąc świetnie zachowany przykład nienaruszonych lasów umiarkowanych, w skład których wchodzi 1900 gatunków i podgatunków (z czego 94 to endemity). Rosną tu także okazałe rododendrony (Rhododendron L.), jodła japońska (jap. momi, Abies firma) oraz tsuga (jap. tsuga, Tsuga sieboldii). Roślinność tworzy zwarty ekosystem, który zmienia się wraz z wysokością.
Jednakże najokazalej prezentują się liczące kilka tysięcy lat drzewa kryptomerii japońskiej (jap. yakusugi, Cryptomeria japonica), nazywanych także „japońskimi cedrami”, które od zamierzchłych czasów były uważane za święte. Jest to główna atrakcja turystyczna wyspy.
W puszczy trudno jest zauważyć jakiekolwiek ślady aktywności człowieka. Występują tu bardzo obfite opady, sięgające od 4000 do 10 000 mm (utarło się nawet powiedzenie, że pada tu „przez 35 dni w miesiącu”). Da się zauważyć porę suchą, przypadającą na jesień i zimę, podczas gdy wiosna i lato są najbardziej deszczowe. W okresie pory deszczowej zdarzają się obsunięcia ziemi, wywołane przez deszcze. Klimat w zależności od położenia nad poziomem morza przechodzi z subtropikalnego (ciepły i umiarkowany) do alpejskiego (zimnego). Średnia temperatura waha się od ok. 20 °C w nadbrzeżnych rejonach, spadając do 15 °C w głębiej położonych obszarach. Cechą charakterystyczną jest duża wilgotność sięgająca nawet 80%.
Jest to najdalej wysunięte na południe miejsce w Japonii gdzie występuje śnieg, pokrywający szczyty. Jest to tym bardziej niezwykłe, że temperatura wód otaczających wyspę nigdy nie spada poniżej 19 °C.
Z ważniejszych przedstawicieli fauny należy wymienić: wędrowne żółwie morskie, jelenie wschodnie (jap. yakushika, Cervus nippon yakushimae) oraz makaki japońskie (jap. yakuzaru, Macaca fuscata yakui).

## Turystyka
Las Yakusugi odwiedza średnio 300 tys. turystów każdego roku. Znajduje się tu kilka szlaków turystycznych, chatek dla turystów, a przy wejściu do parku „Muzeum Yakusugi”. Ze względu na cenne przyrodniczo rejony infrastruktura turystyczna jest ograniczana do minimum. Tworzenie nowych szlaków jest utrudnione ze względu na osuwiska spowodowane opadami. Wyspa posiada port lotniczy oraz połączenie promowe.

## Galeria

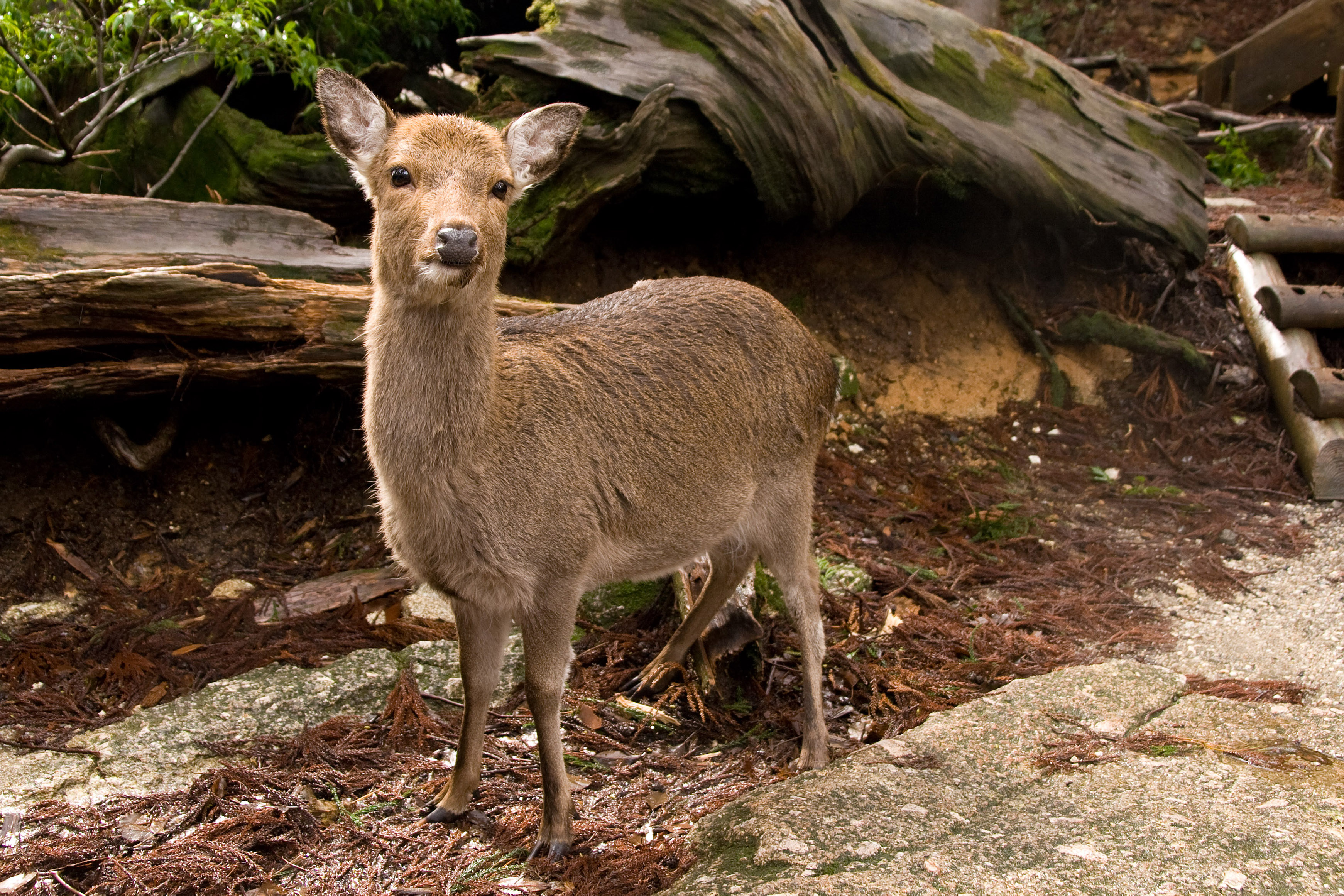
Yakushika
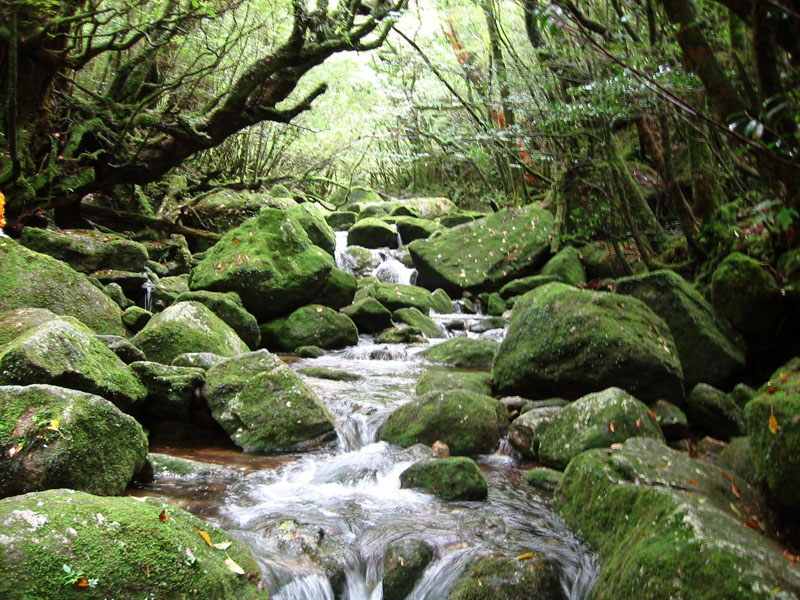
Przełom Shiratani Unsui
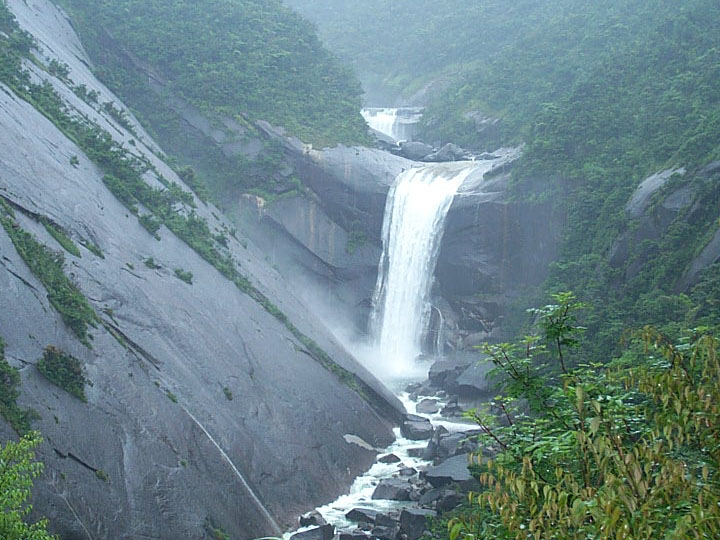
Wodospad Senpiro
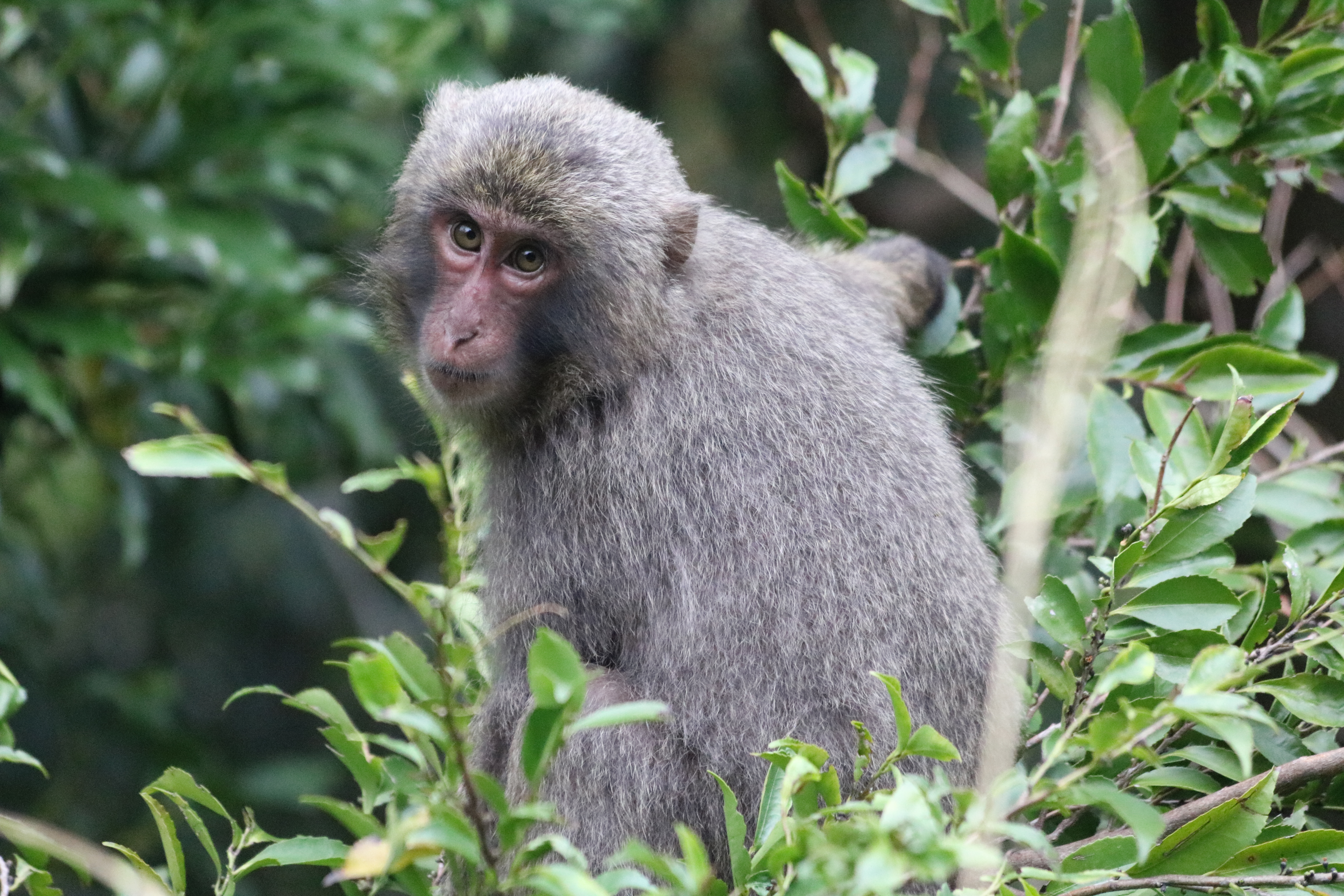
Yakuzaru
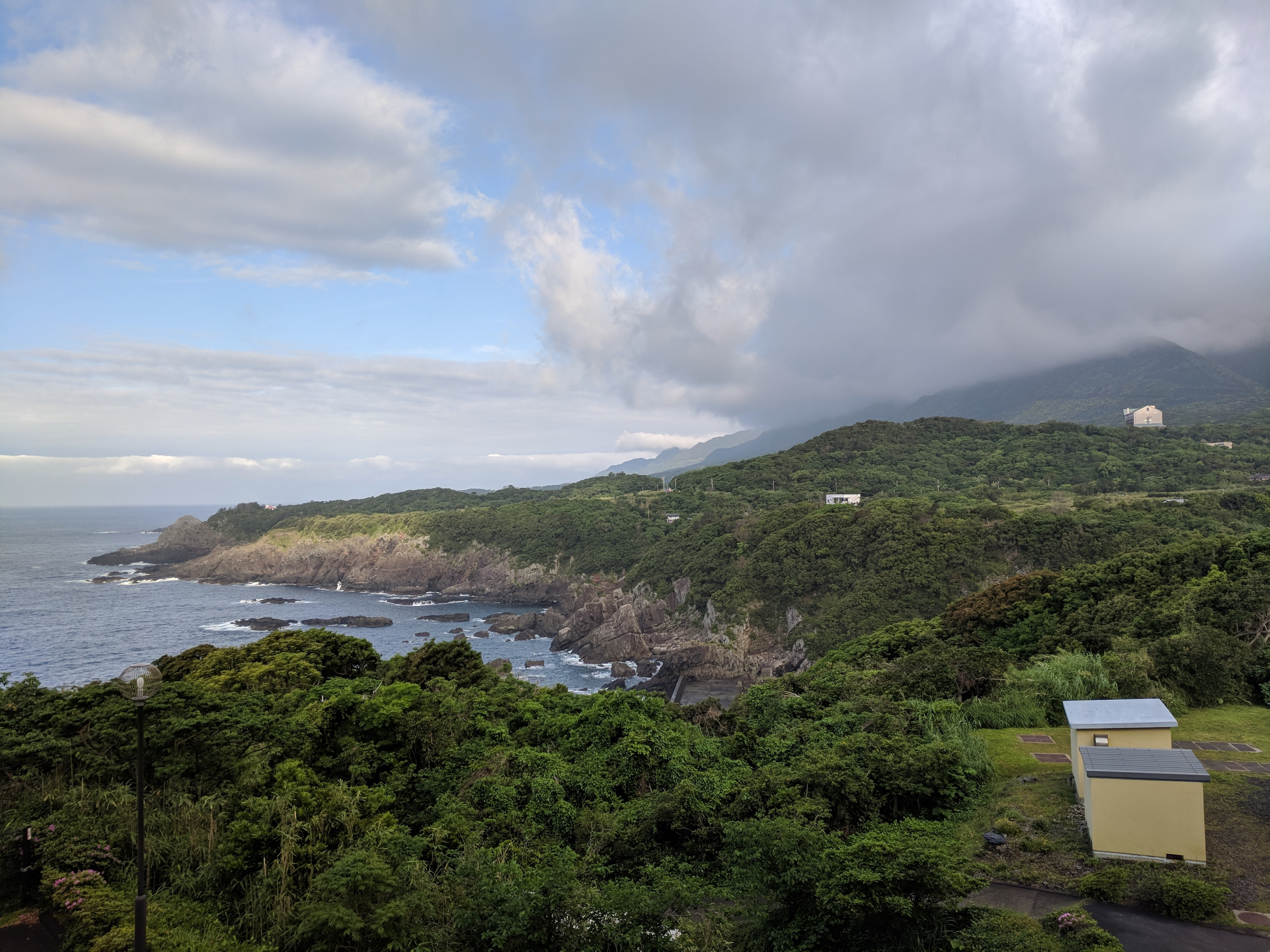
Wybrzeże wyspy